# Миленко Атанацковић
Миленко Атанацковић (Шид, 1. мај 1875 — Бијељина, 7. фебруар 1955) је био српски сликар и ликовни педагог.

## Биографија
Миленко Атанацковић је рођен је у Шиду 1875. године да би се, заједно са родитељима трговцима, преселио у Бијељину 1878. године. После школовања у Бијељини, где је завршио основну и трговачку школу и Сарајеву где је завршио средњу техничку школу, 1895. године наставио школовање у Бечу у припремној школи за академију за сликарство код чувеног професора сликарства Шауера, а после тога, скоро годину дана, провео је у сликарској радионици сликара Паје Јовановића, где је стекао солидну основу и образовање за студије на сликарској академији у Бечу, коју је уписао 1896., а завршио 1899. године. Након завршене академије похађао је трогодишњу специјализацију код професора К. Грипенкерла на истој академији. Та сликарска академија у Бечу је била тада чувена у Европи и недостижан сан многих младих уметника.
Не рачунајући године школовања у Сарајеву, студирања у Бечу и пет година које је провео са службом као професор у пљеваљскoj гимназији, све време је провео у Бијељини где је од 1920. до 1947. године радио (до пензије) у Гимназији »Филип Вишњић« као професор сликарства и цртања. У том свом плодном животу оставио је дела изузетне вредности, а посебно на пољу портретисања.
Претпоставља се, да се његова дела данас, налазе се у разним галеријама, музејима и у приватним колекцијама власника у Америци, Енглеској, Аустрији, Бијељини, Шиду, Пљевљима, Београду, Ријеци Црнојевића, Сарајеву, Тузли, и другим местима. Највише радова Миленка Атанацковића чува се у Уметничкој галерији Босне и Херцеговине у Сарајеву, Музеју „Семберија“ и Галерији „Миленко Атанацковић“ у Бијељини.
У опусу Миленка Атанацковића најзаступљенији су портрети било да су рађени као слике или цртежи, мада је сам уметник тврдио да му је жанр „пијаца“. Био је документариста свога времена и на папиру, платну, картону или дрвету забележио је полувековни живот своје Бијељине и њених становника. Значајно је рећи да је у периоду између два светска рата урадио иконостасе у црквама у Бијељини, Загонима и Јањи и да они и данас представљају значајна дела фреско сликарства и иконопиства. Од 1950 до 1955. године претежно се бавио цртањем орнамената. Направио је око 1000 разних цртежа и скица који су углавном служили уметничким занатима.
Први пут је излагао у Бечу још као ђак у Кинстлер Хаус-у а последња, ретроспективна изложба његових радова је организована у Бијељини 2005. године на педесетогодишњицу његове смрти.
У Бијељини ће и завршити свој изузетно успешан живот, 7. фебруара 1955. године. Данас једна умјетничка галерија у Бијељини носи његово име.